# 7117 Claudius
För andra betydelser, se Claudius (olika betydelser).
7117 Claudius eller 1988 CA1 är en asteroid i huvudbältet som upptäcktes den 14 februari 1988 av den tyske astronomen Freimut Börngen vid Tautenburg-observatoriet. Den är uppkallad efter den tyske författaren Matthias Claudius.
Asteroiden har en diameter på ungefär 3 kilometer.